# صنایع ترمز آکبونو
شرکت صنایع ترمز آکبونو (曙ブレーキ工業 Akebono burēki kōgyō) (انگلیسی: Akebono Brake Industry Co. , Ltd.) یک شرکت ژاپنی تولیدکنندهٔ قطعات برای خودروها، موتورسیکلت‌ها، قطارها و ماشین‌های صنعتی است.
این شرکت در سال ۱۹۲۹ توسط سانجی اوسامه تحت عنوان آکبونو سکیمن کوگیوشو بنیان‌گذاری شد. اوسامه این شرکت را در پاسخ به تقاضای مقامات ارتش ژاپن برای حمل و نقل زمینی تأسیس کرد و نخستین محصولات آن آستر لنت مورد استفادهٔ سازمان‌های دولتی بود.